# Juvénal Habyarimana
Pour les articles homonymes, voir Habyarimana.
Juvénal Habyarimana, né le 8 mars 1937 au Ruanda-Urundi et mort assassiné le 6 avril 1994 à Kigali, est un militaire et homme d'État rwandais. Il est président de la République rwandaise de 1973 à son décès dans un attentat.
Hutu, il est le premier chef d'état-major non-belge de la garde nationale, puis ministre de la Garde nationale et de la Police avant de devenir ministre de la Défense en 1965, sous la présidence de Grégoire Kayibanda.
En 1973, il renverse Kayibanda par un coup d'État et devient le nouveau président du pays. Il met en place un régime autoritaire à parti unique, le Mouvement révolutionnaire national pour le développement (MRND). Il continue une politique pro-Hutu, et reste au pouvoir grâce à des élections présidentielles sans opposition, en 1978, 1983 et 1988.
Une guerre civile éclate en 1990 entre les partisans de son gouvernement et le Front patriotique rwandais (FPR), un groupe rebelle dirigé par des Tutsi. En 1993, Habyarimana signe les accords de paix d'Arusha avec le FPR. Mais il est assassiné dans des circonstances mystérieuses un an plus tard, quand un avion le transportant lui et le président du Burundi, Cyprien Ntaryamira, est abattu par un missile. Son assassinat est l'événement déclencheur du génocide des Tutsis au Rwanda.

## Biographie

### Origines
Juvénal Habyarimana est originaire du Nord-Ouest du Rwanda. Il a épousé Agathe Kanziga. Son entourage, notamment sa femme Agathe et les frères de celle-ci, étaient surnommés Akazu par les Rwandais.

### Carrière et ascension
Militaire de carrière, il exerce différents commandements très tôt après l'indépendance. Il est ainsi le premier chef d'état-major non-belge de la garde nationale, en remplacement du lieutenant-colonel Louis-François Vanderstraeten.
Ministre de la Défense pendant la présidence de Grégoire Kayibanda, dont le fils était son filleul, Juvénal Habyarimana dirige un coup d'État et prend le pouvoir le 5 juillet 1973. Ce coup d'État intervient dans un contexte très troublé : le président Kayibanda est de plus en plus contesté, alors que le massacre des élites hutues au Burundi, en 1972, réveille des angoisses au Rwanda. Le gouvernement de Kayibanda tente de renforcer son assise dans la population en lançant de violentes campagnes contre les Tutsis dans les établissements scolaires et l'administration. Selon Bernard Lugan, « le coup d'État militaire de juillet 1973 a stoppé un processus qui aurait pu évoluer vers des massacres généralisés et une guerre civile interne aux Hutus. » Selon l'ancien ministre de la Défense (1992-1993) James Gasana, « l'élite tutsi va se solidariser avec le coup du 5 juillet 1973 », car elle se sent « vengée » par le renversement et l'incarcération de son oppresseur.
Grégoire Kayibanda naît au sud du Rwanda. Même si ces deux présidents se reconnaissaient comme Hutus, les populations des deux régions avaient peu de sympathies mutuelles. Juvénal Habyarimana le laissa mourir en résidence surveillée chez lui en 1976, ainsi que plusieurs membres du gouvernement renversé.

### Président de la République

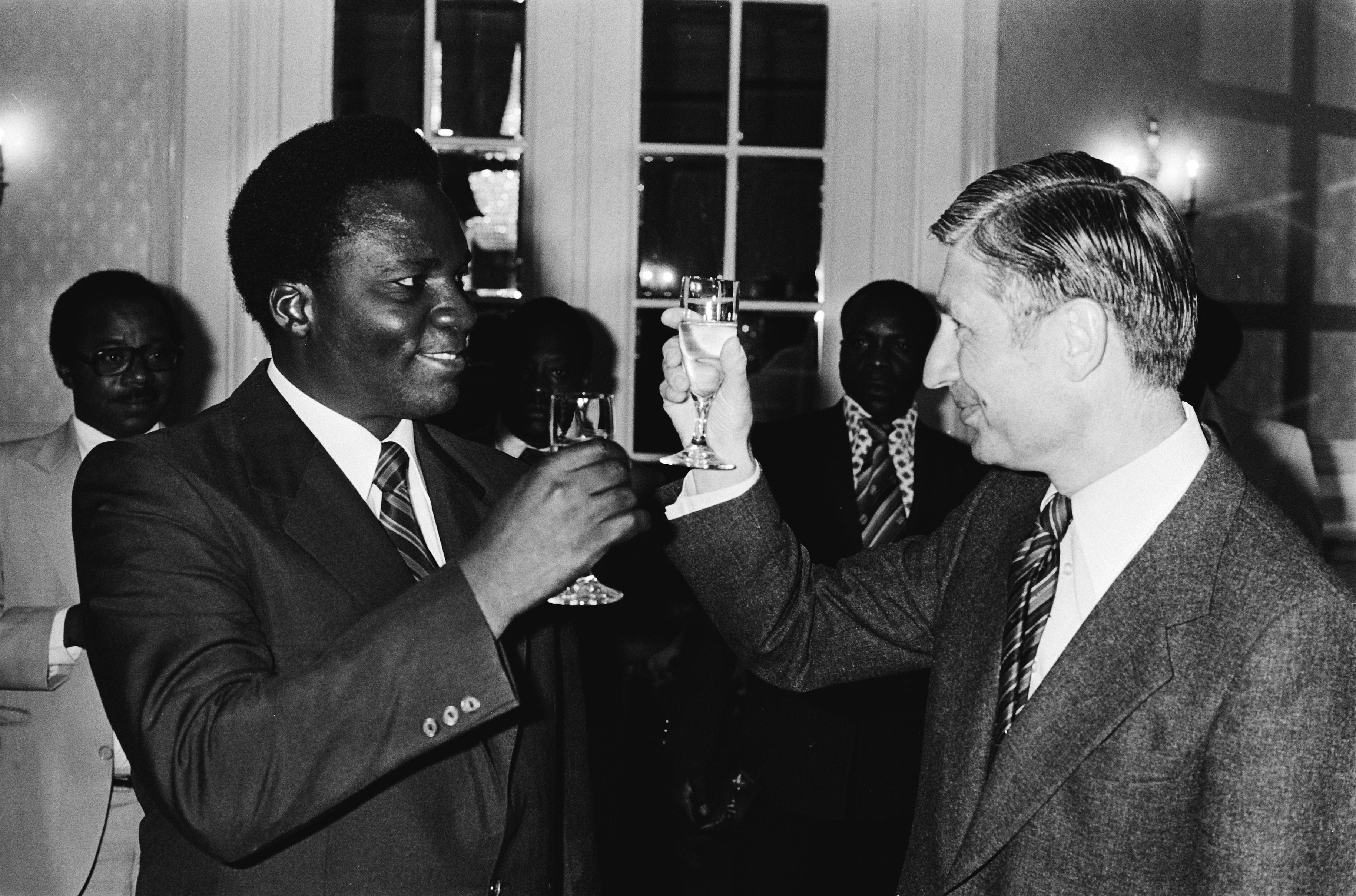
Habyarimanna accueilli à La Haye par le Premier ministre des Pays-Bas Dries van Agt, en 1980.

Deux ans après sa prise de pouvoir, Habyarimana fonde un parti politique, le Mouvement révolutionnaire national pour le développement (MRND). En 1978, il promulgue une nouvelle constitution déclarant le MRND parti unique et que chaque citoyen du Rwanda est membre du MRND.
Marqué, comme son prédécesseur, par l'institutionnalisation des catégories administratives ethnistes lors de la colonisation belge héritière du système allemand de l'ancienne Afrique orientale allemande, il favorise les Hutus, dont il est issu, pendant les vingt années de sa présidence, et soutient la majorité hutue du Burundi contre le gouvernement tutsi, avant que le pouvoir ne revienne, dans ce pays voisin du Sud, aux partis hutus en 1993. Habyarimana introduit des quotas ethniques dans l'administration et l'enseignement pour limiter le poids des Tutsis. L'historien Jean-Pierre Chrétien va jusqu'à parler de « nazisme tropical » pour caractériser le régime Habyarimana. Des auteurs, comme Gauthier de Villers, ont jugé qu'une telle dénomination n'avait « guère de sens ».
L'ancien Premier ministre (de juillet 1994 à août 1995) Faustin Twagiramungu indique que « jamais le président Habyarimana n’avait été accusé par l'opposition démocratique (dont Twagiramungu était l'un des meneurs) d'être l’ennemi des Tutsis. On disait même au contraire que le coup d'État qu'il avait perpétré les avait favorisés, et qu'en tout état de cause, il leur avait ouvert le secteur privé où ils étaient devenus prospères ». James Gasana, le ministre de la Défense de J. Habyarimana, désormais installé en Suisse, nuance et précise que les quotas régionaux et ethniques ont en tout cas favorisé les Tutsis par rapport aux Hutus du Sud, soutiens du président Kayinbanda jusqu'à la fin des années 1960 — alors que Habyarimana vient du Nord.
Le juriste et politologue belge Filip Reyntjens note quant à lui qu'« entre la prise de pouvoir par le général Habyarimana et le début de la guerre civile en octobre 1990, aucune violence à caractère ethnique n'a été déplorée » et que « même si elle était loin d'être parfaite, la situation des droits de l'homme contrastait favorablement avec celle prévalant ailleurs en Afrique » dans les années 1970 et 1980. Dès la première édition de son ouvrage sur le génocide des Tutsis, Gérard Prunier propose des analyses comparables : « L'un dans l'autre, les Tutsis n'avaient pas la vie facile étant donné qu'ils étaient victimes d'une discrimination institutionnelle, mais dans la vie quotidienne, la situation restait tolérable. En comparaison avec les années Kayibanda, les choses s'étaient améliorées au point même que certains hommes d'affaires tutsis réputés avaient fait fortune et étaient en très bons termes avec le régime. L'accord tacite était « Ne vous mêlez pas de politique, c'est la prérogative des Hutus ». Tant que les Tutsis respectaient ce principe, on les laissait généralement en paix. […] Le système, bien qu'autoritaire, était quelque peu débonnaire et il fonctionnait sur le plan économique ».
Un des arguments qui rendirent le régime Habyarimana très populaire auprès des organisations non gouvernementales jusqu'en 1990, était en effet sa stabilité et sa relative prospérité.
Au début des années 1990, la rébellion armée tutsie du Front patriotique rwandais, intégrant dans ses rangs les démocrates hutus opposants à Juvénal Habyarimana, mène des actions militaires contre le gouvernement rwandais. Après avoir franchi la frontière ougando-rwandaise en masse le 1er octobre 1990, déclenchant ainsi la guerre civile rwandaise, l'avancée se poursuit jusqu'à Gabiro (à 90 km de Kigali), mais à la suite des contre-attaques meurtrières de l'armée rwandaise et à l'engagement des forces françaises de l'opération Noroït, le FPR ne peut progresser plus loin. Il poursuit des actions de guérilla pour maintenir son contrôle sur une partie du territoire rwandais. Le Zaïre envoie 500 militaires, le 4 octobre 1990, pour soutenir les Forces armées rwandaises, mais un mois plus tard, ils sont priés de quitter le pays car s'occupant plus de vols et viols que de l’opposition au FPR. Le contingent belge de paras-commandos envoyé sur place le 4 octobre quitte le Rwanda fin novembre 1990 sans prendre part aux combats, invoquant l'illégalité de leur intervention dans un conflit purement rwandais.[réf. nécessaire]
À la suite du discours de La Baule du président François Mitterrand en 1990, Habyarimana annonce une libéralisation et une démocratisation du régime. En 1991, une nouvelle constitution, garantissant le multipartisme et les libertés publiques, est adoptée. À partir de 1992, le gouvernement est dirigé par un membre de l'opposition et le président commence à infléchir sa politique vis-à-vis des Tutsis et des rebelles. Néanmoins, sa politique d'ouverture et de conciliation rencontre une opposition grandissante des milieux politiques extrémistes tels que le Hutu Power.
En 1993, il signe les accords d'Arusha pour mettre un terme à la guerre civile débutée en 1990.
Selon Colette Braeckman, Pascal Krop et Gérard Prunier, le président François Mitterrand entretint une relation particulière avec Habyarimana, de même que leurs fils respectifs Jean-Pierre Habyarimana et Jean-Christophe Mitterrand, responsable de la cellule africaine à l'Élysée, que les Rwandais, comme d'autres Africains, appelaient « papa m'a dit ». L'ancien Premier ministre Faustin Twagiramungu, a pour sa part jugé que ces relations n'avaient jamais été particulières. Selon les notes rédigées par Jean-Christophe Mitterrand et consultées par Pierre Péan, le conseiller et fils du président était réservé et dénué d'enthousiasme sur l'intervention française au Rwanda. Dans une note du 16 octobre 1990, il juge « impossible » une intervention directe, se prononce pour « des livraisons minimum » de munitions et d'armes, et juge que cette aide « permettrait à la France de demander avec force le respect des droits de l'homme et une ouverture démocratique, une fois le calme revenu ».
Lorsque Juvénal Habyarimana signe un accord de paix pour le partage du pouvoir avec le FPR, les extrémistes hutus commencent à se demander si le président n’est pas devenu un « traître ». En décembre 1993, la revue extrémiste Kangura titre « Habyarimana mourra en mars 1994 », affirmant que les tueurs seraient des Hutus achetés par les « cafards » (membres du FPR).

## Assassinat et conséquences

### Déroulement de l’attentat
Dans la soirée du 6 avril 1994, vers 20 h 30, le président Habyarimana, le président du Burundi Cyprien Ntaryamira, ainsi que plusieurs hauts responsables du Rwanda et du Burundi, sont tués à bord de l'avion qui les ramène de Tanzanie, où ils avaient participé à un sommet consacré aux crises burundaise et rwandaise. Leur Falcon 50 avait amorcé sa phase d'atterrissage sur l'aéroport international de Kigali, lorsqu'il a été frappé par un tir de missile sol-air. Le lendemain, les extrémistes hutus ont éliminé les éléments modérés du gouvernement dont notamment la Première ministre Agathe Uwilingiyimana, avant d'exterminer les populations civiles tutsies ainsi que les Hutus qui s'opposaient au génocide.

### Théories et enquêtes
Les circonstances exactes et les responsabilités de cet attentat ont fait l'objet de vives controverses. Sur le moment, les Belges sont accusés par les autorités génocidaires d'être les auteurs de cet attentat. Dix casques bleus belges sont assassinés le lendemain. Pendant le génocide, beaucoup d'observateurs s'accordent pour penser que cet attentat est un coup d'État fomenté par les durs du régime. Après le génocide, deux principales thèses s'affronteront. Selon la première thèse, l'attentat aurait eu lieu sur ordre de Paul Kagame, chef du FPR, selon la seconde, il aurait été perpétré par des extrémistes hutus voulant faire capoter les accords d'Arusha qui les contraignaient à partager le pouvoir avec d'autres partis dont le FPR. À plusieurs reprises, depuis juin 1994, la participation de mercenaires français à cet attentat sera évoquée,[source insuffisante].
Les militaires français lancent une enquête immédiatement, dans la demi-heure qui suit, selon le rapport parlementaire français, sur les lieux du crash. Au même moment la mission des Nations unies est interdite d'accès au site par la garde présidentielle rwandaise.
L'auditorat militaire belge conduit une enquête à la suite de l'assassinat de dix casques bleus belges le lendemain 7 avril 1994 au camp de Kanombe.
Une enquête judiciaire sur l'attentat contre le président Juvénal Habyarimana est ouverte en France en août 1997, une des familles des trois membres d'équipage français de l'avion présidentiel abattu ayant porté plainte pour « assassinats en relation avec une entreprise terroriste ».
Les députés de la mission d'information parlementaire sur le Rwanda s'interrogent aussi sur cet attentat, examinent quatre pistes plausibles et n'en privilégient aucune dans leur rapport.
Selon l'hypothèse du juge antiterroriste Jean-Louis Bruguière, basée sur des témoignages d'anciens membres du FPR, cette décision aurait été prise fin 1993 et début 1994 par les chefs de l'Armée patriotique rwandaise, dont Paul Kagame. Bruguière a rendu, au terme de son enquête, une ordonnance de soit-communiqué concluant à la responsabilité de Kagame et de plusieurs de ses principaux collaborateurs. Le 21 novembre 2006, le parquet de Paris a donné son accord au juge Bruguière pour qu'il délivre des mandats d'arrêts internationaux contre neuf proches du président rwandais Paul Kagame, dont James Kabarebe, chef d'État-major général des Forces rwandaises de défense, et Charles Kayonga (en), chef d'État-major de l'armée de terre. Le juge d'instruction ne peut pas engager de poursuites contre Kagame en raison de l'immunité accordée en France aux chefs d'État en exercice. Il a demandé à l'ONU de saisir le Tribunal pénal international pour le Rwanda (TPIR) en Tanzanie pour engager contre Paul Kagame une procédure judiciaire.
Le principal témoin du juge Bruguière, Abdoul Ruzibiza, est ensuite revenu sur son témoignage après la publication de l'ordonnance, malgré ce qu'il a aussi confirmé dans un livre, en dénonçant les conditions de la prise de son témoignage. Le second témoin Emmanuel Ruzigana, conteste totalement son témoignage devant le juge Bruguière et l'accuse de manipulations.
Le 5 janvier 2012, un rapport d'expertise balistique commandé par le juge antiterroriste Marc Trévidic et la juge Nathalie Poux sur la destruction en vol du Falcon 50, conclut que la zone de tir la plus probable serait le site de Kanombé, en admettant qu'il puisse y avoir une incertitude d'une centaine de mètres voire plus. Le rapport ne désigne en aucun cas les auteurs du tir de missiles. Analysant le rapport, Le Figaro note : « Le camp de Kanombé étant alors un site aux mains de la garde présidentielle, cela désigne presque à coup sûr les extrémistes hutus comme les responsables de l'attentat ».